# Helgum
Helgum är en småort i Sollefteå kommun, vid Valviken i Helgumssjöns nedersta del samt vid stambanan genom övre Norrland. Orten ligger omkring 10 kilometer sydost om Helgums kyrka och omkring 10 kilometer sydväst om Långsele. Samhället kallas ofta Valviken efter läget vid Helgumssjön, och kyrkan heter Valvikens kyrksal.

## Historia
Samhället Helgum anlades i samband med att stambanan byggdes, på mark som tillhörde byn Gransjö. Stationshuset, som låg söder om järnvägen, öppnades 1886. Detta revs dock så småningom och ersattes med en enklare byggnad norr om spåret, som idag även den är borta. Förutom stambanan fanns i Helgum ett hamnspår som stack av åt norr och fortsatte ned till Helgumssjöns strand, där omlastning skedde till ångbåt för vidare transport till Edsele och Ramsele. Godshanteringen i Helgum lades ned 1974 och persontrafiken 1986. Kvar finns en perrong och ett par stora magasinsbyggnader.

## Kända personer från Helgum
- Gunnar Hedlund
- Helena Ekholm
- Anton Halén

## Bildgalleri

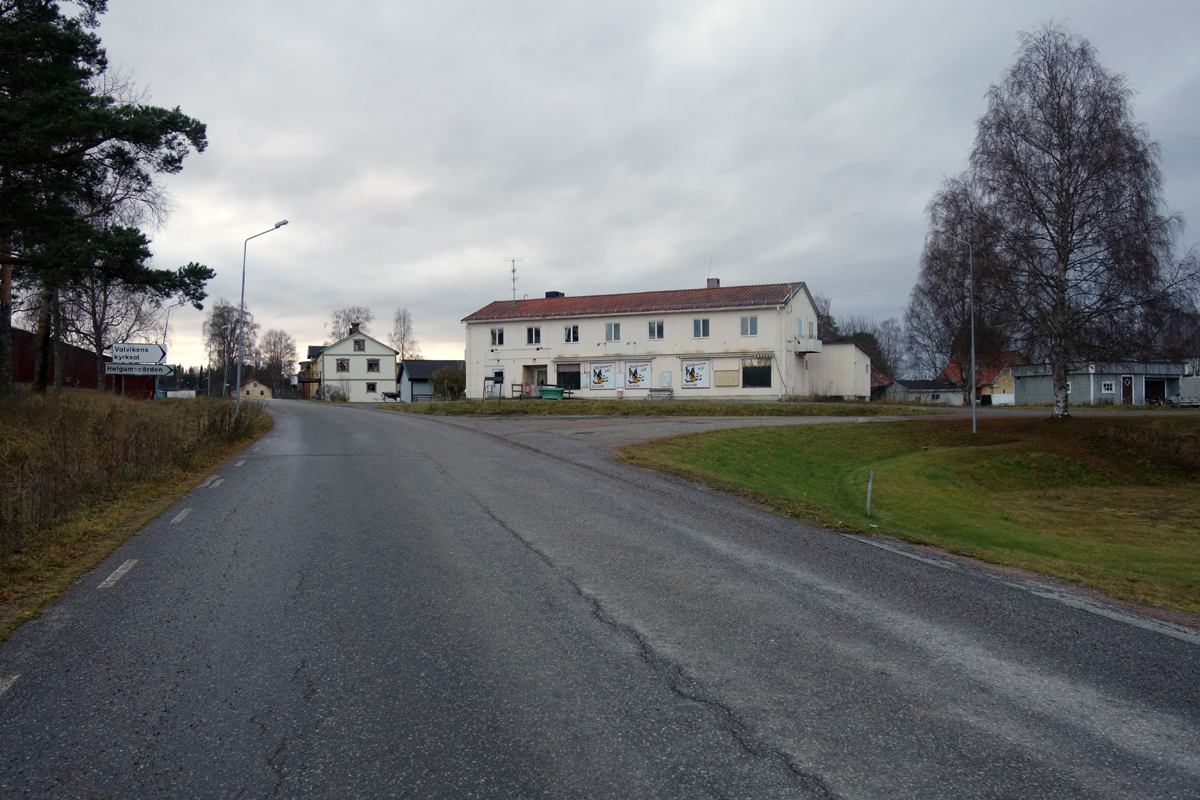
Centrumvägen i Helgum med den gamla affären i mitten av bilden.
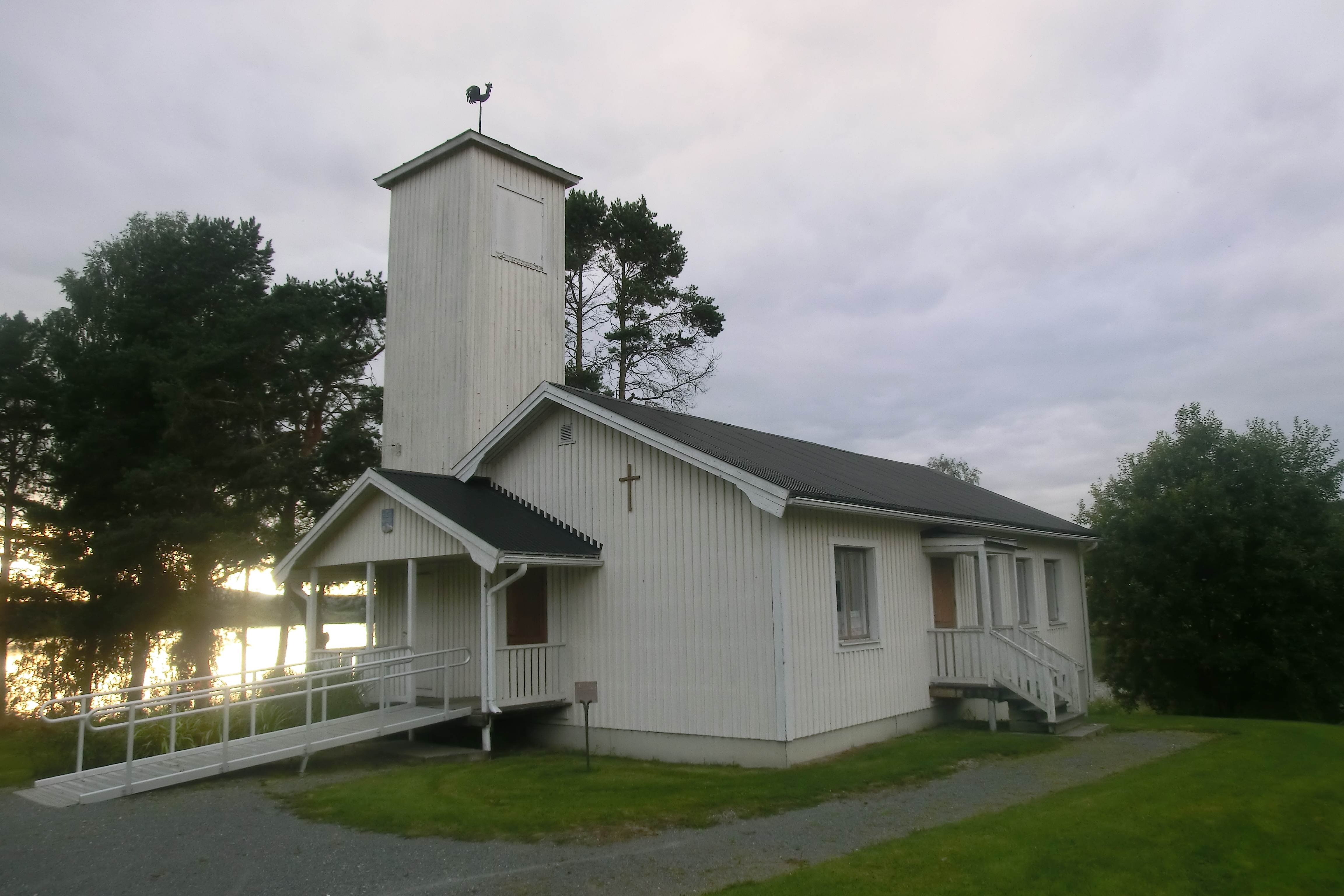
Valvikens kyrksal i före detta brandstationen.
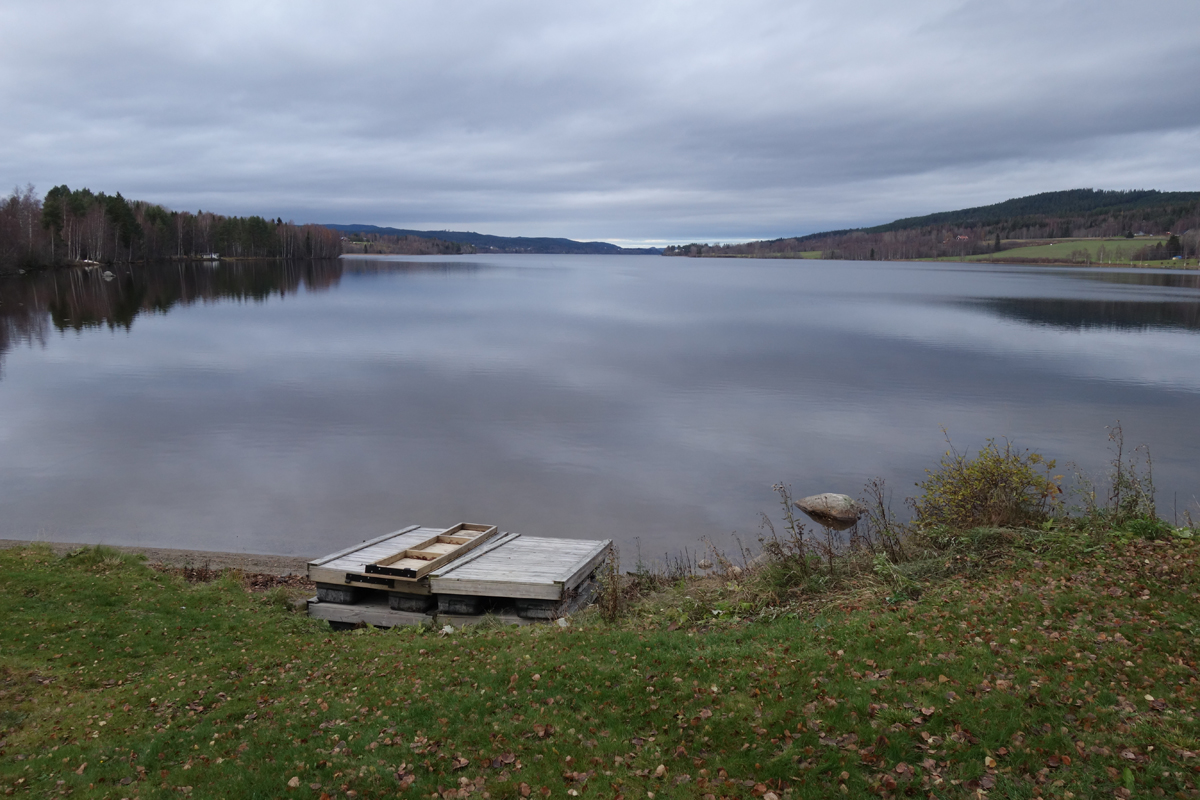
Badplatsen i Helgum.

## Befolkningsutveckling
| Befolkningsutvecklingen i Helgum 1960–2015                                                                               | Befolkningsutvecklingen i Helgum 1960–2015 | Befolkningsutvecklingen i Helgum 1960–2015 | Befolkningsutvecklingen i Helgum 1960–2015 | Befolkningsutvecklingen i Helgum 1960–2015 |
| --- | ------------------------------------------ | ------------------------------------------ | ------------------------------------------ | ------------------------------------------ |
| |                                            |                                            |                                            |                                            |
| År |                                            |                                            | Folkmängd                                  | Areal (ha)                                 |
| 1960 | 1960                                       |                                            | 187                                        | ¤                                          |
| 1965 | 1965                                       |                                            | 217                                        | 45                                         |
| 1970 | 1970                                       |                                            | 279                                        |                                            |
| 1990 | 1990                                       |                                            | 173                                        | 27#                                        |
| 1995 | 1995                                       |                                            | 166                                        | 38#                                        |
| 2000 | 2000                                       |                                            | 164                                        | 38#                                        |
| 2005 | 2005                                       |                                            | 148                                        | 41#                                        |
| 2010 | 2010                                       |                                            | 150                                        | 41#                                        |
| 2015 | 2015                                       |                                            | 163                                        | 64#                                        |
| Anm.: Ny tätort 1965. Ej tätort 1975. 1990 som del av Helgum. ¤ Som tätortsbebyggelse med 150-199 invånare # Som småort. |                                            |                                            |                                            |                                            |